# FOXDIE
FOXDIE（フォックスダイ）は、コナミが発売しているゲーム「メタルギアシリーズ」に登場する架空のウイルス。初期型、変異型、新型の3種類があるが、単に「FOXDIE」と呼称する場合は初期型を指す事が多い。ジョージ・シアーズ（ソリダス・スネーク）の指示のもと、DIA所属のリチャード・エイムズが暗殺兵器開発プロジェクトを計画。ATGC社のナオミ・ハンターを中心に開発を進めていた。ナオミが開発した遺伝子特定プログラムにより、特定の人物だけを狙って殺害できる。名称は、シャドー・モセス島事件において、特殊部隊FOXHOUNDの隊員を殺害目標に設定したことに由来する。

## 初期型

### 概要
タンパク質工学によって作られた認識酵素が対象のDNAを認識し、事前にプログラムされた遺伝子を持つものだけに活性反応を示す。反応があった場合、体内のマクロファージを利用してTNFεというサイトカインの一種であるペプチドを生成する。これが血流により心臓に達すると、心筋細胞のTNFレセプターに結合、この刺激により心筋細胞は急激なアポトーシス（細胞自殺）を起こす。その結果、心臓発作を引き起こして対象は死に至る。
作中では突然の重大なテロへの対策として開発途中の状態で実戦投入されたため、防毒マスクをした対象者には効果がない（サイコ・マンティス）、血中のアンフェタミンやアドレナリンの濃度により発症しない（スナイパー・ウルフ）などの問題点があった。

### 特徴
感染から死に至るまでの時間は対象者の年齢によって異なり、高齢者の場合は接触して数十分で死に至る。感染しても自覚症状はなく、突然心臓発作を起こし死に至る。作中では、FOXHOUND隊員のデコイ･オクトパス（DARPA局長に変装していた）や、アームズ・テック社社長のケネス･ベイカーなどがこれにより死亡している。
投入された人間を運び屋とし、そこからの空気感染によってターゲットの体内に入り込む。自身がFOXDIEのターゲットに指定されていなければ、運び屋となった人間は何の影響も受けずに生存し続けるが、同時にFOXDIEウイルスも生き続ける。

## 変異型
シャドー・モセス島事件の後の約9年間、ソリッド・スネークの体内で活動を続けていた初期型の、暗殺対象を特定する「鍵」の役割を果たすレセプター部がスネーク自身の急激な老化に伴い徐々に削れていき自然誕生したウイルス。本来暗殺対象以外にはまったくの無害であるFOXDIEだが、個人を特定する「鍵」が削れたことで感染者全てを死に至らしめる無差別殺人ウイルスへと変貌しかけていた。
発見時には残り数ヶ月で完全に鍵が削れたものへと変異する段階で、ウイルスを無効化するために宿主であるスネークは最終的には自ら死を選ばなければならないという宣告がなされた。
しかし、その後投与された新型に駆逐され、スネークの体内の変異型は完全に消滅。自殺は不要となった。

## 新型
ガンズ・オブ・ザ・パトリオット事件の際にドレビンがスネークの体内に注射したもの。初期型の設定を「愛国者達」が対象を変え注射させた。暗殺の対象は当初不明であったが、その後ゼロを除く愛国者達の創設メンバー（EVA、オセロット、ビッグ・ボス）であることが判明。
この新型が前項の変異型を駆逐し、スネークは自殺する必要が無くなった。理論上はこの新型でも初期型と同様の変異が発生する可能性が高いが、スネークの寿命を考慮するとその心配は無いとされる。